# Giovanna Hoffmann
Giovanna Hoffmann (Bremerhaven, 20 september 1998) is een voetbalspeelster uit Duitsland. Ze speelt als middenvelder  en aanvaller voor RB Leipzig in de Bundesliga.

## Clubcarrière
Hoffmann begon met voetballen voor de lokale voetbalclub SC Lehe-Spaden. In 2012 stapte ze over naar de jeugdopleiding van SV Werder Bremen. In oktober 2014 maakte ze haar debuut voor het eerste elftal in de tweede Bundesliga. Door een enkelblessure moest ze het hele seizoen 2015/16 missen. In september 2016 keerde ze terug en dat seizoen lukte het haar om met SV Werder Bremen promotie naar de Bundesliga te bewerkstelligen. Vanaf maart 2018 moest ze door gezondheidsredenen opnieuw noodgedwongen een pauze nemen van het voetbal.
In februari 2020 maakte Hoffmann de overstap naar SC Freiburg. Door een kruisbandblessure moest ze vanaf oktober 2020 weer meerdere maanden revalideren. In het seizoen 2022/23 keerde ze terug en wist ze met SC Freiburg de finale van de DFB Pokal te behalen.
Hoffmann voegde zich in de zomer van 2024 bij competitiegenoot RB Leipzig.

## Statistieken
| Seizoen | Club             | Land      | Competitie        | Wedstrijden | Doelpunten |
| ------- | ---------------- | --------- | ----------------- | ----------- | ---------- |
| 2014/15 | SV Werder Bremen | Duitsland | Tweede Bundesliga | 7           | 0          |
| 2015/16 | SV Werder Bremen | Duitsland | Bundesliga        | 0           | 0          |
| 2016/17 | SV Werder Bremen | Duitsland | Tweede Bundesliga | 19          | 14         |
| 2017/18 | SV Werder Bremen | Duitsland | Bundesliga        | 8           | 2          |
| 2018/19 | SV Werder Bremen | Duitsland | Bundesliga        | 7           | 0          |
| 2019/20 | SV Werder Bremen | Duitsland | Bundesliga        | 16          | 8          |
| 2020/21 | SC Freiburg      | Duitsland | Bundesliga        | 7           | 0          |
| 2021/22 | SC Freiburg      | Duitsland | Bundesliga        | 15          | 3          |
| 2022/23 | SC Freiburg      | Duitsland | Bundesliga        | 22          | 1          |
| 2023/24 | SC Freiburg      | Duitsland | Bundesliga        | 21          | 1          |
| 2024/25 | RB Leipzig       | Duitsland | Bundesliga        | 9           | 5          |
| Totaal  | Totaal           | Totaal    | Totaal            | 131         | 34         |

Laatste update: 21 november 2024

## Interlandcarrière
In oktober 2024 maakte Hoffmann haar debuut voor het Duitse seniorenteam in een vriendschappelijke wedstrijd tegen Engeland.